# Cupido kandura
Cupido kandura är en fjärilsart som beskrevs av Moore 1865. Cupido kandura ingår i släktet Cupido och familjen juvelvingar. Inga underarter finns listade i Catalogue of Life.